# 长征二号E运载火箭
长征二号捆绑式运载火箭或長征二號E运载火箭是中华人民共和国为了适应国际卫星发射市场的需求，以长征二号丙运载火箭爲基礎，繼承了其成熟的技術加以改進而成的。该型火箭在长征二号丙的基础上将箭体加长，并在第一级火箭周围捆绑4个液体火箭助推器。长征二号捆從1987年初開始方案論證，1988年初進行方案設計，10月開始技術設計並逐步投入生産工作。長征二號捆火箭典型的低轨道任务的发射能力为9500公斤。加上一个中国河西化工机械公司（今中国航天科工集团第六研究院）研制的上面级「长征二号捆近地点变轨发动机」（EPKM）之后，其典型的地球同步转移轨道发射能力为3500公斤，整流罩最大外直径4.2米。1990年7月16日長征二號E火箭進行第一次試驗性飛行，並獲得成功。
长征二号E火箭的改进型号长征二号F用于发射神舟飞船和天宫一号目标飞行器，长征三号甲搭配长征二号E的助推器捆绑技术发展出长征三号乙和长征三号丙火箭。

## 历史
1985年10月26日，航天工业部对外宣布长征系列运载火箭投入国际市场，承揽国内外用户发射卫星业务。此时中国用于发射地球同步轨道卫星的火箭为长征三号运载火箭，但该火箭的地球同步转移轨道运载能力仅为1.4吨，不足以承担大型通信卫星的发射任务。为了适应国际卫星发射市场的需求，时任航天工业部第一研究院研究员的黄作义提出了在长征二号丙火箭周围捆绑4枚助推器的方案，方案得到了当时主管领导王永志等人的支持并决定向国外推销这种尚处于草图阶段的火箭，美国休斯公司对此产生兴趣并希望用该型火箭发射卫星。1987年1月，航天工业部、国防科工委以及时任国务院副总理李鹏先后听取有关发展长征二号捆绑式火箭的汇报。
然而此时航天部门内部就是否上马长征二号E火箭产生分歧，反对者认为研制大推力捆绑式运载火箭的技术难度较大，需要耗费巨大投资，且一旦违约国家将会遭受巨额经济损失，主张全力发展长征三号甲运载火箭。而支持者认为二者互不冲突，研制长征二号E能大幅度提高运载能力，同时解决载人航天的问题，未来还可以在长征二号E加装长征三号甲的氢氧三级，使地球同步转移轨道的运载能力提升到5吨。1988年11月11日至13日，航空航天部在北京大兴召开“关于长二捆绑火箭的技术经济方案评审会”，会议决定通过长征二号E火箭上马的决议。
1988年11月1日，中国长城工业公司与美国休斯公司在洛杉矶签订用长征二号E火箭发射两颗“澳星”的合同，合同要求1990年6月30日之前必须完成一次成功的试验飞行。1988年12月14日，国务院办公会议原则同意用长征二号E火箭发射“澳星”的方案，时任国务院总理李鹏表示发射外星是市场行为，国家没法拨专款，缺钱可找中国银行和国家开发银行贷款，最终航空航天部向中国人民银行贷款四亿五千万元用于解决长征二号E火箭的研制及发射费用。1989年2月，国务院、中央军委正式下文，将长征二号E火箭的研制任务列为国家重点工程项目。
第一枚长征二号E火箭计划于1990年7月9日发射，由于天气原因推迟至7月10日，随后再次推迟，7月12日四个助推器的脉动压力传感器部位先后出现了氧化剂渗漏现象，在泄出助推器燃料期间工人魏文举因中毒抢救无效牺牲。1990年7月16日上午，长征二号E火箭首次发射取得成功。

## 上面级
和长征二号系列其它火箭相同，长征二号E是一种二级构型火箭，在执行地球同步转移轨道发射任务时需要搭配上面级，目前已知长征二号E火箭可搭配的上面级有三种
- Star-63F：由锡奥科尔公司（英语：Thiokol）制造，用于发射休斯公司HS-601（英语：Boeing 601）平台卫星，地球同步转移轨道运载能力为3140公斤[9]。
- EPKM[f]：由中国河西化工机械公司研制，地球同步转移轨道运载能力为3500公斤，曾用于发射亚洲二号和回声星一号（英语：EchoStar I）卫星。
- ETS[g]：带有轨道分配器的多星上面级，原计划用于1998年一箭12星发射全球星的任务，后来合同取消，未投入使用[10]。

## 技術諸元
- 全長：49.686米
- 離地質量：464,000公斤
- 低地軌酬載：9.5吨
- 地球同步軌道：3.5吨
- 推力：604.387吨
- 第一節燃料：四氧化二氮+偏二甲肼
- 第二節燃料：四氧化二氮+偏二甲肼

## 改进细节
長征二號E火箭在長征二號丙火箭的基礎上主要進行如下改進： 
- 捆綁4個液體助推器；
- 加長箭體長度（一子級芯級加長4.6米，二子級加長5.2米）；
- 提高發動機性能，提高推力及比沖；
- 二子級採用推進劑利用系統，並增加有效載荷調姿定向系統、起旋及側向機動固體火箭；
- 採用直徑爲4.2米的大型有效載荷整流罩；
- 一、二子級的級間段由杆系改爲開排焰艙口的殼段；
- 姿控系統改用數控方案、遙測系統加大容量。

## 发射记录
| 飞行次序             | 火箭序号 | 上面級   | 起飞时间（UTC+8） | 发射工位                | 有效载荷                        | 卫星轨道                  | 发射结果                        |
| -------------------- | -------- | -------- | ----------------- | ----------------------- | ------------------------------- | ------------------------- | ------------------------------- |
| 1                    | 遥一     | SPTS-M14 | 1990年7月16日     | 西昌卫星发射中心2号工位 | 澳星模拟星 · 巴基斯坦巴达尔一號 | 地球同步转移轨道 近地轨道 | 成功                            |
| -                    | 遥二     | Star-63F | 1992年3月22日     | 西昌卫星发射中心2号工位 | 奥普图斯B1                      | 地球同步转移轨道          | 終止                            |
| 2                    | 遥三     | Star-63F | 1992年8月14日     | 西昌卫星发射中心2号工位 | 奥普图斯B1                      | 地球同步转移轨道          | 成功                            |
| 3                    | 遥四     | Star-63F | 1992年12月21日    | 西昌卫星发射中心2号工位 | 奥普图斯B2                      | 地球同步转移轨道          | 部分失败 火箭正常，有效荷载损失 |
| 4                    | 遥五     | Star-63F | 1994年8月28日     | 西昌卫星发射中心2号工位 | 奥普图斯B3                      | 地球同步转移轨道          | 成功                            |
| 5                    | 遥六     | Star-63F | 1995年1月26日     | 西昌卫星发射中心2号工位 | 香港亚太二号                    | 地球同步转移轨道          | 失败                            |
| 6                    | 遥七     | EPKM     | 1995年11月28日    | 西昌卫星发射中心2号工位 | 香港亚洲二号                    | 地球同步转移轨道          | 部分成功 卫星性能受到影响       |
| 7                    | 遥八     | EPKM     | 1995年12月28日    | 西昌卫星发射中心2号工位 | 美国回声星一号                  | 地球同步转移轨道          | 成功                            |
| \| 成功率：57.14% \| |          |          |                   |                         |                                 |                           |                                 |
| 成功率：57.14%       |          |          |                   |                         |                                 |                           |                                 |

### 数据统计
- 成功
- 计划
- 部分失利
- 失利

1992年3月22日在準備發射澳大利亞澳普圖斯B1通信衛星時，因故障緊急關機，發射自動終止，同年8月14日再次發射成功，将澳普圖斯B1通讯卫星送入轨道，這是長征二號E捆綁式火箭的首次商業發射。为了纪念这次事故，3月22日被定为“航天质量日”。
1992年12月21日发射中，火箭发射后47秒，托在火箭顶部的卫星发生突然爆炸，将前部整流罩炸开脱落。而在卫星爆炸产生震动、运载重量突然减轻的情况下，长征二号E火箭自动调整好姿态后仍按原定程序正常飞行，将“澳星”爆炸后的剩余部分送入了预定轨道。事后中美双方调查没有找到卫星在设计和制造上有导致此次故障的缺陷，美方曾要求加固整流罩，但中方没有依从，只是增加整流罩铆钉数量，成功发射奥普图斯B3。
1995年1月26日攜帶著通信衛星的長征二號E火箭在從西昌衛星發射中心起飛後發生爆炸。事后中美双方都基本认为是高空切变风条件下，导致卫星与箭体或者整流罩结构损坏而导致卫星爆炸。双方最终同意重新设计整流罩。休斯公司这次主动提供问题信息在美国引起了巨大的政治争议，因为它可以用于改进中国的火箭和弹道导弹技术。因此美国将卫星技术纳入国际武器贸易条例，并且由美国国务院对该类技术出口许可证批出进行管理，自1998年，就没再批出给中国的出口许可。
1995年11月28日发射亚洲二号卫星时，虽然卫星成功入轨，但火箭的过度加速导致Ku波段转发器上的天线馈电喇叭错位，导致卫星覆盖范围减少了。亚洲卫星公司提出了5800万美元的保险索赔。